# Leto (mitologia)

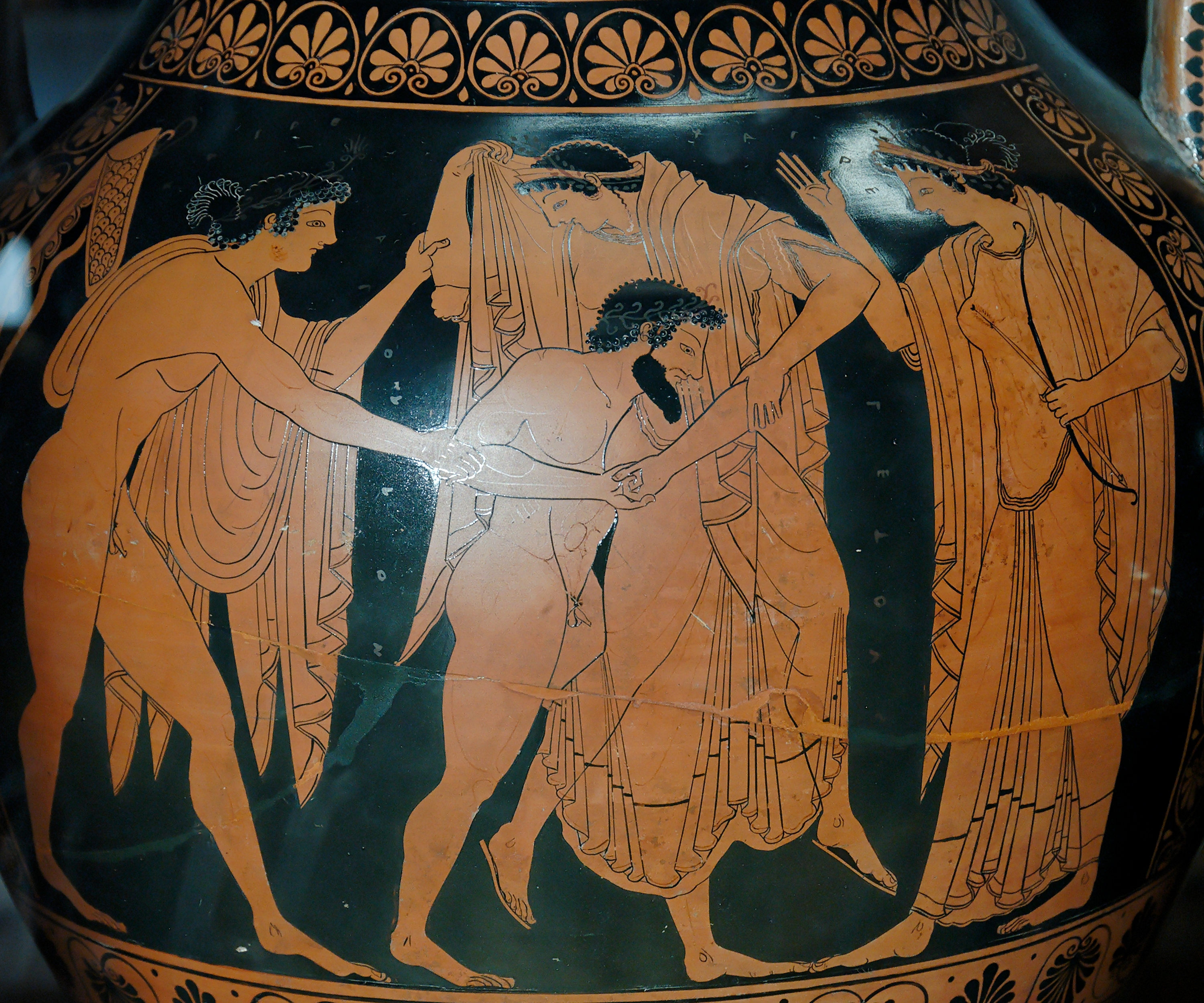
Tytios porywa Leto, greckie malowidło w stylu czerwonofigurowym na attyckiej amforze z VI w. p.n.e., Luwr, Paryż

Leto (także Latona; stgr. Λητώ Lētṓ, łac. Latona, Lato) – w mitologii greckiej jedna z tytanid.
Należała do drugiego pokolenia tytanów. Uchodziła za córkę tytana Kojosa i tytanidy Fojbe oraz za siostrę Asterii.
Z bogiem Zeusem, który był jej kochankiem, miała bliźnięta: Apollina i Artemidę. Dzieci urodziła na wyspie Delos (późniejszym ośrodku kultu obydwu bóstw), bowiem tutaj znalazła schronienie przed wężem Pytonem, którego zesłała na nią zazdrosna Hera.
Wyobrażenie o tytanidzie przejawia się w sztukach plastycznych, między innymi w greckim malarstwie wazowym (Tytios porywa Leto) i rzeźbie (wschodni przyczółek Partenonu, fryz pergameńskiego ołtarza, przedstawiający sceny z gigantomachii).
Imionami tytanidy zostały nazwane planetoidy – (68) Leto i (639) Latona.